# Anomis fimbriago
Anomis fimbriago là một loài bướm đêm trong họ Erebidae.